# Schrenkiella
Genre
Schrenkiella est un genre de plantes à fleurs appartenant à la famille des Brassicaceae.
Son aire de répartition naturelle s’étend du sud-est de l’Europe,de la Russie jusqu’au Xinjiang.
Selon une nouvelle recherche, ce genre de plante s’épanouit dans un environnement extrêmement salé.

## Espèce
Espèce:
- Schrenkiella parvula (Schrenk) D.A.German & Al-Shehbaz